# العربا ۱
العربا ۱ (Al Araba ۱) خودرویی است که در سال‌های ۲۰۰۳ در عربستان سعودی تولید شده‌است. طراحی آن موتور جلو، خودرو چهار چرخ محرک بوده طول آن در حالت طبیعی ۴٬۵۷۲ میلیمتر (۱۸۰٫۰ اینچ)، عرض آن در حالت طبیعی ۲٬۰۳۲ میلیمتر (۸۰٫۰ اینچ) و ارتفاع آن در حالت طبیعی ۱٬۲۷۰ میلیمتر (۵۰٫۰ اینچ) و وزن آن در حالت طبیعی ۲٬۲۵۰ کیلوگرم (۴٬۹۶۰٫۴ پوند) است.
موتور آن ۱۴۶۸ سی‌سی سیستم جعبه‌دندهٔ آن ۵ دنده به صورت خودکار است.